# Federico Caprilli
Federico Caprilli (Livorno, 8 april 1868 - Turijn, 6 december 1907) was een Italiaans cavalerie-officier en ruiter die de houding van de ruiter bij het springen revolutionair veranderde. Zijn houding, de verlichte zit, wordt nu door alle springruiters gebruikt.

## De oude springstijl

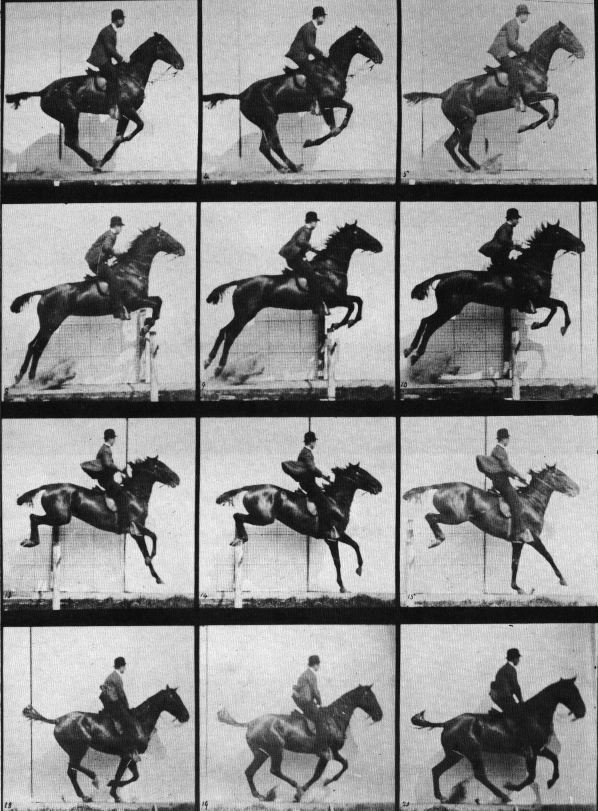
De oude springstijl: achterover leunen om de benen van het paard te "sparen".

Bij de springstijl die tot het eind van de 19de eeuw werd toegepast, gebruikte de ruiter lange stijgbeugels waarbij hij zijn voeten naar voren stak, met zijn lichaam ver achterover leunde en aan de teugels trok terwijl het paard over de hindernis sprong. Deze houding werd aangenomen omdat men geloofde dat de achterhand en spronggewrichten schokken beter konden opvangen dan de kwetsbare voorbenen. Door achterover te leunen en het paardenhoofd omhoog te trekken, probeerde de ruiter het paard op de achterbenen te laten landen om de voorhand te ontlasten.
Deze houding gaf serieuze problemen, vooral doordat het paard bij elke sprong in de mond werd gehinderd. Hij maakte dat de ruiter achterbleef bij de beweging, met zijn zwaartepunt achter dat van het paard. Het paard kon hierdoor niet op natuurlijke wijze basculeren over de hindernis. De ruiter hinderde de springbeweging van het paard en maakte het moeilijk (en soms pijnlijk) voor het paard om een hindernis te nemen.

## De verlichte zit

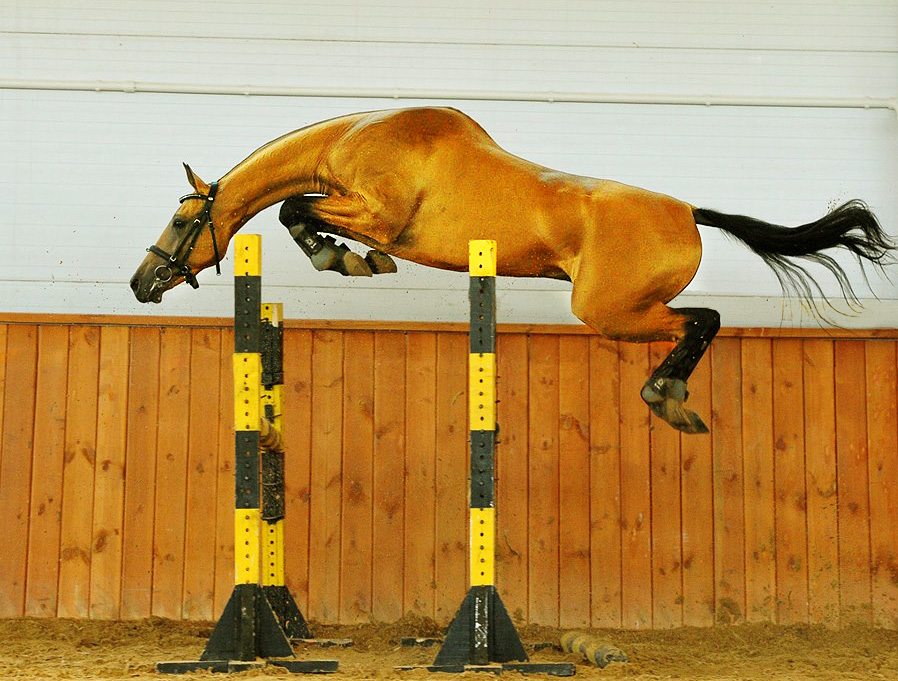
Een vrij springend paard

Caprilli bestudeerde foto's van de springstijl van paarden zonder ruiter en ontdekte dat zij altijd op de voorbenen landen. Daarop ontwikkelde hij zijn theorie over de houding die de ruiter moest aannemen bij een hindernis: een houding die niet zou interfereren met de springbeweging van het paard en die vooral de paardenmond niet zou hinderen.
Het paard mocht zijn passen verlengen in plaats van de hindernis te naderen op een verzamelde, stijve manier. De ruiter zat meer voorover met kortere beugels, waarbij hij gesteund werd door de knieën. Ook bij de landing en tussen de sprongen bleef de ruiter voorover zitten en liet zijn handen de paardenmond volgen. Zijn zwaartepunt was direct boven dat van het paard, waardoor het springen zo gemakkelijk mogelijk werd. Deze houding werd niet alleen gebruikt bij steilsprongen maar ook bij het beklimmen en afdalen van hellingen en boven sloten.

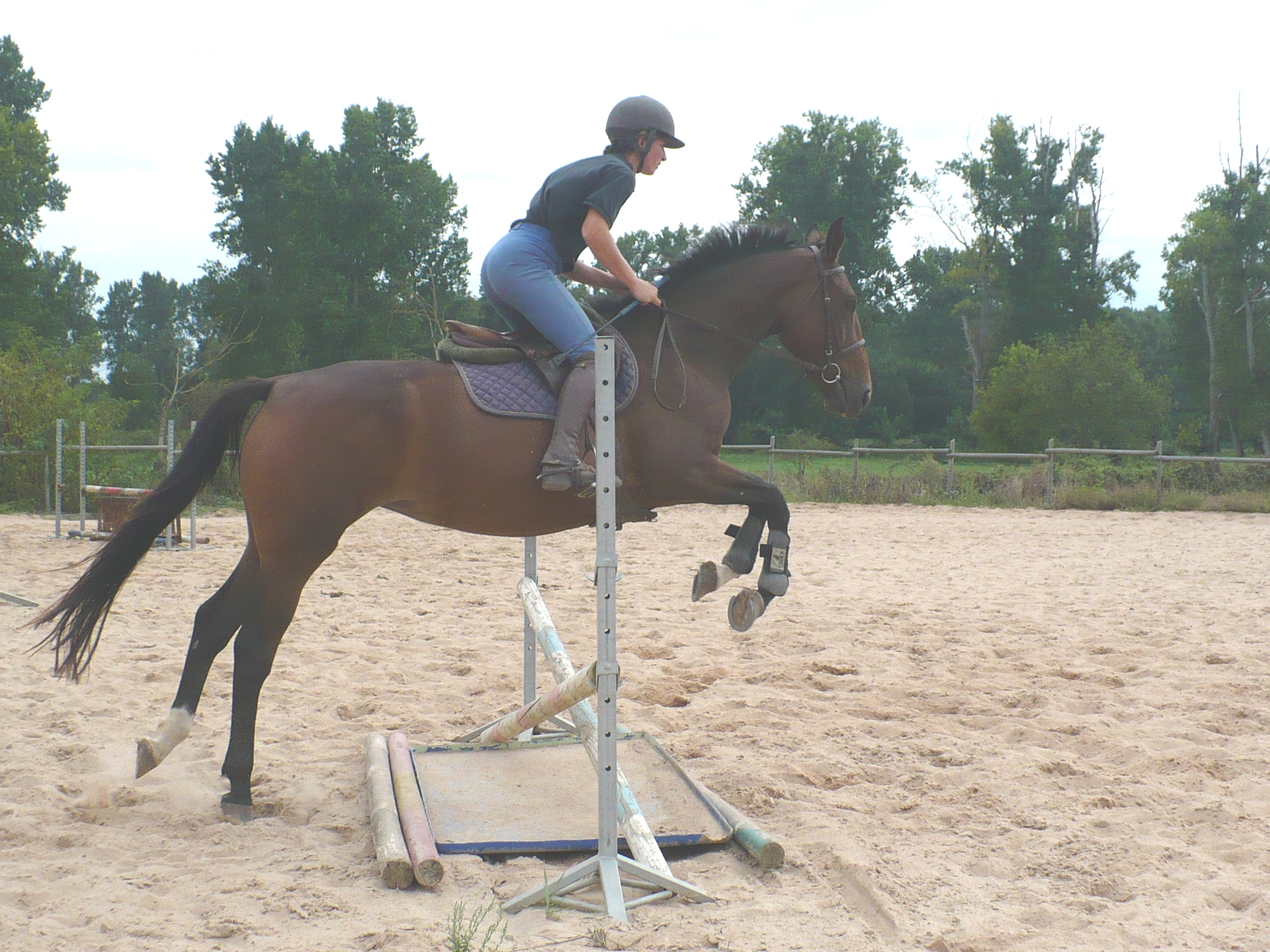
Verlichte zit

## Implicaties
Caprilli's houding maakte dat paarden veel meer bereid waren tot springen nu ze niet langer gehinderd werden. Zijn 'rebellie' tegen de 'klassieke' houding werd echter met vijandigheid ontvangen door het establishment van het Italiaanse leger. Hij werd daarom overgeplaatst naar een cavalerieregiment in Zuid-Italië toen er geruchten ontstonden over zijn turbulente privéleven met aristocratische vrouwen. Niettemin vervolgde hij zijn experimenten met groot succes bij concoursen hippique. Als gevolg hiervan realiseerden de inspecteur van de cavalerie, de graaf van Turijn, en de commandant van de cavalerieschool van Pinerolo (bij Turijn) zich de genialiteit en de waarde van Caprilli's methode. Zij vroegen hem hoofdinstructeur te worden van de cavalerieschool van Pinerolo en de afdeling in Tor di Quinto (bij Rome). Na een jaar training hadden leden van deze scholen veel vooruitgang geboekt. De paarden werden zo mak dat ruiters de training zonder teugels afmaakten.
Als gevolg van deze ontwikkelingen begon de Italiaanse cavalerie de internationale concoursen te domineren en ruiters kwamen vanuit de hele wereld om Caprilli's systeem te bestuderen. Zijn stijl verspreidde zich, geholpen door het feit dat hij tijdens de Olympische Zomerspelen van 1906 een demonstratie gaf. In Nederland werd zijn stijl geïntroduceerd door Gerard de Kruijff.
Caprilli overleed in Turijn in 1907, nadat hij op onverklaarbare wijze bewusteloos was geraakt terwijl hij stapvoets een paard aan het testen was, waardoor hij viel en met zijn hoofd op de scherpe rand van het voetpad sloeg.